# Góbi szikipacsirta
A Góbi szikipacsirta (Calandrella cheleensis) a verébalakúak (Passeriformes) rendjébe, ezen belül a pacsirtafélék (Alaudidae) családjába és a Calandrella nembe tartozó, 13-14 centiméter hosszú madárfaj. Egyes rendszerezések egy különálló Alaudala nembe sorolják. Afganisztán, India, Irak, Irán, Kirgizisztán, Kína, Észak-Korea, Mongólia, Oroszország, Pakisztán és Tádzsikisztán gyér növényzetű területein él. Télen az északi vidékekről délebbre költözik.

## Alfajok
- C. c. seebohmi (Sharpe, 1890) - dél-Oroszország, nyugat-Mongólia, északnyugat-Kína;
- C. c. beicki (Meise, 1933) - délnyugat-Mongólia, észak-Kína;
- C. c. stegmanni (Meise, 1937) - északközép-Kína;
- C. c. kukunoorensis (Przevalski, 1876) - középnyugat-Kína;
- C. c. tangutica (Hartert & Steinbacher, 1933) - nyugat-Kína;
- C. c. cheleensis (Swinhoe, 1871) - délkelet-Kazahsztán, északkelet-Mongólia, északkelet-Kína.

## Fordítás
- Ez a szócikk részben vagy egészben  az   Asian short-toed lark című angol Wikipédia-szócikk fordításán alapul.  Az eredeti cikk szerkesztőit annak laptörténete sorolja fel. Ez a jelzés csupán a megfogalmazás eredetét és a szerzői jogokat jelzi, nem szolgál a cikkben szereplő információk forrásmegjelöléseként.